# Tonganoxie (Kansas)
Tonganoxie – miasto w Stanach Zjednoczonych, w stanie Kansas, w hrabstwie Leavenworth.